# USS George Washington (SSBN-598)
El USS George Washington (SSBN-598) fue un submarino nuclear de misiles balísticos de la Armada de los Estados Unidos. Fue la cabeza de serie de su clase y tercera nave de la marina bautizada en honor a George Washington, primer presidente de los Estados Unidos.
Este submarino llevó a cabo el primero disparo de un misil balístico lanzado desde submarino (SLBM) en 1960.

## Construcción
Fue construido por General Dynamics Electric Boat Division en Groton, Connecticut. Fue puesto en gradas el 1 de noviembre de 1957, botado el 9 de junio de 1959 y asignado el 30 de diciembre de 1959.

## Historial de servicio

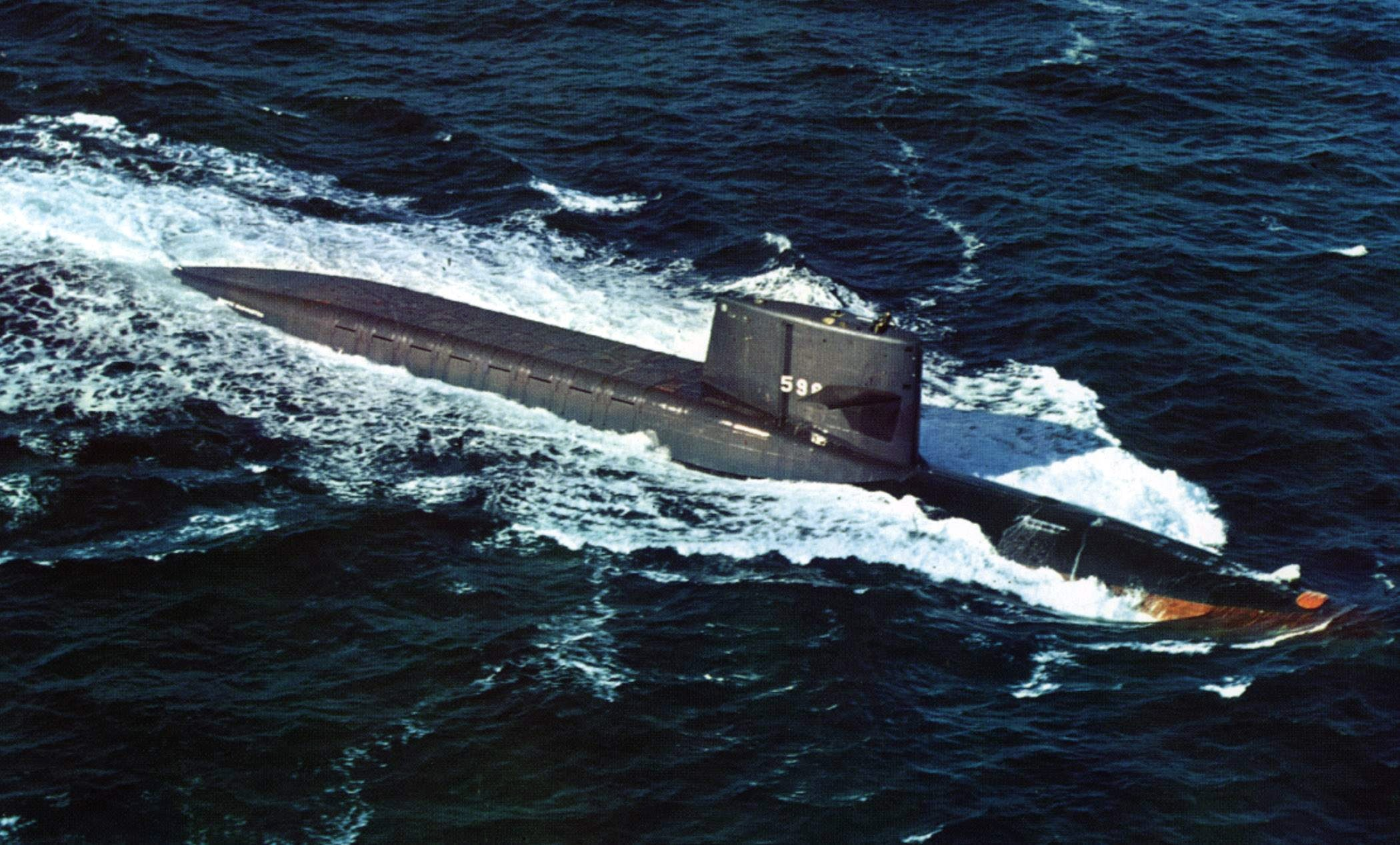
El USS George Washington en los años 1970.

El 20 de julio de 1960 el submarino George Washington realizó el primer disparo de un misil balístico Polaris desde un submarino. El comandante de la nave envió al presidente Eisenhower el mensaje: «Polaris from out of the deep to target. Perfect.»
Fue descomisionado el 24 de enero de 1985 y dispuesto el Puget Sound Navy Yard. Fue reciclado en el programa NPSSRP.